# Joshua Kennworthy
Joshua Kennworthy, Joshua Kenworthey (ur. ?, zm. ?) – gdański kupiec i brytyjski urzędnik konsularny.
Pochodzenia brytyjskiego. Jerzy I Hanowerski, król Wielkiej Brytanii mianował Kennworthy'ego swym agentem w Gdańsku (1718-1721). Była to dość częsta praktyka w owym czasie, by agentem uczynić mieszkańca miasta będącego jednym z centrów handlowych Europy. W literaturze był określany szpiegiem premiera Walpole, gdyż na gdańskiej poczcie miał wgląd do poczty dyplomatycznej m.in. posła Francji w Petersburgu.